# Arthur Lane
Edward Arthur Lane (* 15. Dezember 1909; † 7. März 1963) war ein englischer Klassischer Archäologe und Keramikspezialist.
Nach dem Besuch der St. John’s School in Leatherhead studierte Arthur Lane am St John’s College (Cambridge) Classics. 1932 war er mit einem Stipendium an der British School at Athens und orientiert an der Arbeit von deren damaligem Direktor Humfry Payne schrieb er eine grundlegende Arbeit zur lakonischen Vasenmalerei. Seit 1934 arbeitete er im Department of Ceramics des Victoria and Albert Museums in London, von 1950 bis 1963 war er Leiter dieser Abteilung. 1937 nahm er an der Ausgrabung von Leonard Woolley in Al Mina teil, wo sein Interesse für islamische Keramik geweckt wurde. Auf diesem Gebiet verfasste er seine bedeutendsten Werke, schrieb jedoch auch über zahlreiche andere Gebiete der Keramik.

## Veröffentlichungen (Auswahl)
- Lakonian Vase Painting. In: The Annual of the British School at Athens. Band 34, 1933/1934, S. 99–189.
- A Guide to the Collection of Tiles. London 1939.
- Glazed Relief Ware of the Ninth Century A.D. In: Ars Islamica. Band 4, 1939, S. 56–65.
- Early Islamic Pottery: Mesopotamia, Egypt and Persia. London 1947.
- French faïence. London 1946.
- Greek Pottery. London 1948.
- Style in Pottery. London 1948.
- Italian Porcelain. London 1954.
- Later Islamic Pottery: Persia, Syria, Egypt, Turkey. London 1957

2nd ed. 1971 by Ralph H. Pinder-Wilson, Faber & Faber, London . ISBN 0-571-04736-X
- English Porcelain Figures of the Eighteenth Century. London 1961.